# Sonic the Hedgehog (serie)
Sonic the Hedgehog (ソニック・ザ・ヘッジホッグ?, Sonikku za Hejjihoggu) è una serie giapponese di videogiochi principalmente appartenenti ai generi platform, azione e fantascienza, prodotta da Sega e sviluppata dallo studio giapponese Sonic Team. La serie porta lo stesso nome del suo personaggio principale, Sonic the Hedgehog, l'attuale e ufficiale mascotte della celebre e già citata società giapponese.

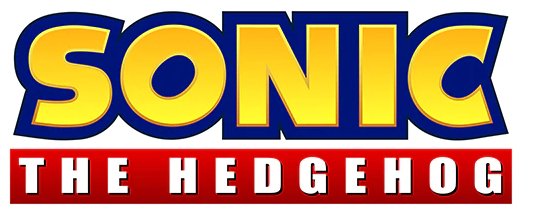
Logo della serie

Nata in Giappone, la serie è sbarcata per la prima volta in assoluto in tutto il mondo il 23 giugno del 1991 con il primo videogioco anche esso chiamato Sonic the Hedgehog, uscito sulla console Sega Mega Drive e il 26 luglio dello stesso anno nella sua terra natale. La serie continuerà ad approdare sulle console realizzate da Sega fino al 2001. In tale anno, a seguito al declino di Sega Dreamcast, l'ultima console prodotta dalla compagnia giapponese, la serie ha continuato la sua lunga carriera sulle console sviluppate dalle società nipponiche Sony e Nintendo, dalla compagnia americana Microsoft e su vari PC e dispositivi mobile. Col tempo, molti degli originali sviluppatori e produttori della serie (tra i quali ricordiamo il programmatore Yuji Naka) abbandonarono la società per fondare nuove compagnie indipendenti o aderire ad altre software house giapponesi. Tuttavia, attualmente la serie ha ancora molti veterani dalla sua parte tra cui il game designer Takashi Iizuka, attualmente capo del Sonic Team e produttore e direttore esecutivo della serie, il capo artista e disegnatore Yuji Ukewa, uno dei disegnatori dei personaggi secondari e principali della saga dal 1998 e Sachiko Kawamura, la principale disegnatrice della saga assieme al collega Uekawa nonché produttrice di alcuni nuovi titoli della serie.
Dalla sua nascita, Sonic the Hedgehog è diventata una delle serie videoludiche più popolari, amate e longeve di sempre, lasciando un profondo impatto nel mondo videoludico negli ultimi 20 anni, ancora oggi celebrata come una serie di culto e primaria importanza nel mondo e nella storia videoludica. Per molti anni è stata rivale della serie platform di Super Mario della Nintendo, con cui fu realizzata successivamente una serie di videogiochi crossover dal titolo Mario & Sonic ai Giochi Olimpici. Dal 2014 la serie ha venduto più di 140 milioni di copie fisiche e download, divenendo il settimo franchise videoludico più venduto al mondo.
La serie nel corso degli anni ha generato un franchise di numerosi videogiochi e altri media; in particolare, è stata adattata in differenti serie animate, tra le quali ricordiamo un episodio anime omonimo del 1996 uscito in Giappone in due VHS uniche separate, la serie televisiva anime Sonic X voluta dal team di sviluppo originario e la più recente serie animata in computer grafica Sonic Boom, quest'ultima supervisionata dagli originali sviluppatori giapponesi, mentre l'altra serie animata in computer grafica su Netflix Sonic Prime è la prima ad essere canonica al filone narrativo della stessa serie videoludica. La serie ha anche generato un merchandising molto vasto come action figure, colonne sonore, cibo e bevande, pupazzi, giochi di società, accessori, carte collezionabili, arredamento, abbigliamento e le serie a fumetti americani (Sonic the Hedgehog (Archie), Sonic the Comic, Knuckles the Echidna, Sonic X, Sonic Universe, Sonic Boom, Sonic the Hedgehog (IDW), DC X Sonic the Hedgehog, Sonic the Hedgehog: Sonic Prime) editati da Archie Comics, da Fleetway, da IDW Publishing e da DC Comics.
Nel 2013 è entrato in produzione un film a tecnica mista intitolato Sonic - Il film (Sonic the Hedgehog), prodotto da Paramount Pictures e Sega, e diretto da Jeff Fowler, uscito globalmente il 14 febbraio 2020. La pellicola detiene il record di maggiore successo di critica e incassi (ad oggi conta più di 300 milioni di dollari, nonostante la pandemia di COVID-19) per un film tratto da un videogioco. Un sequel intitolato Sonic 2 - Il film (Sonic the Hedgehog 2) è uscito l'8 aprile 2022. Un altro sequel intitolato Sonic 3 - Il film (Sonic the Hedgehog 3) è uscito il 20 dicembre 2024 ed è già stato confermato un quarto film e altri progetti per la serie cinematografica.

## Videogiochi
Elencati per serie/tipologia:

### Serie principale
|      | Anno                            | Serie Classica 2D — 2.5D |                     | Anno | Serie Moderna 3D |  |
| 1991 | Sonic the Hedgehog              | 1998                     | Sonic Adventure     |      |                  |  |
| 1992 | Sonic the Hedgehog 2            | 2001                     | Sonic Adventure 2   |      |                  |  |
| 1993 | Sonic the Hedgehog CD           | 2003                     | Sonic Heroes        |      |                  |  |
| 1994 | Sonic the Hedgehog 3            | 2005                     | Shadow the Hedgehog |      |                  |  |
| 1994 | Sonic & Knuckles                | 2006                     | Sonic the Hedgehog  |      |                  |  |
| 1996 | Sonic 3D: Flickies' Island      | 2008                     | Sonic Unleashed     |      |                  |  |
| 2010 | Sonic the Hedgehog 4 Episodio 1 | 2010                     | Sonic Colours       |      |                  |  |
| 2012 | Sonic the Hedgehog 4 Episodio 2 | 2011                     | Sonic Generations   |      |                  |  |
| 2017 | Sonic Mania                     | 2013                     | Sonic Lost World    |      |                  |  |
| 2023 | Sonic Superstars                | 2017                     | Sonic Forces        |      |                  |  |
|      |                                 | 2022                     | Sonic Frontiers     |      |                  |  |
|      |                                 | 2024                     | Shadow Generations  |      |                  |  |

 Nota bene: Alcuni videogiochi come i titoli...Generation presentano livelli sia in stile di gioco 2.5D e anche in 3D, questi si possono considerare parte della serie Classica e a stile di giocabilità alternata.

#### Antologie
| Titolo                              | Anno |
| ----------------------------------- | ---- |
| Sonic Compilation                   | 1995 |
| Sonic & Knuckles Collection         | 1997 |
| Sonic Jam                           | 1997 |
| Sonic Mega Collection               | 2002 |
| SonicN                              | 2003 |
| Sonic Mega Collection Plus          | 2004 |
| Sonic Gems Collection               | 2005 |
| Sega Mega Drive Collection          | 2006 |
| Sega Mega Drive Ultimate Collection | 2009 |
| Sonic Classic Collection            | 2010 |
| Sega Mega Drive Classics            | 2010 |
| Dreamcast Collection                | 2011 |
| Sonic Origins                       | 2022 |

#### Espansioni e Remastered
| Titolo                             | Anno |
| ---------------------------------- | ---- |
| Sonic Adventure: Limited Edition   | 1998 |
| Sonic Adventure International      | 1999 |
| Sonic Adventure 2: Battle          | 2001 |
| Sonic Adventure DX: Director's Cut | 2003 |
| Sonic Mania Plus                   | 2018 |
| Sonic Colours: Ultimate            | 2021 |
| Sonic Origins Plus                 | 2023 |
| Sonic X Shadow Generations         | 2024 |

### Spin-off

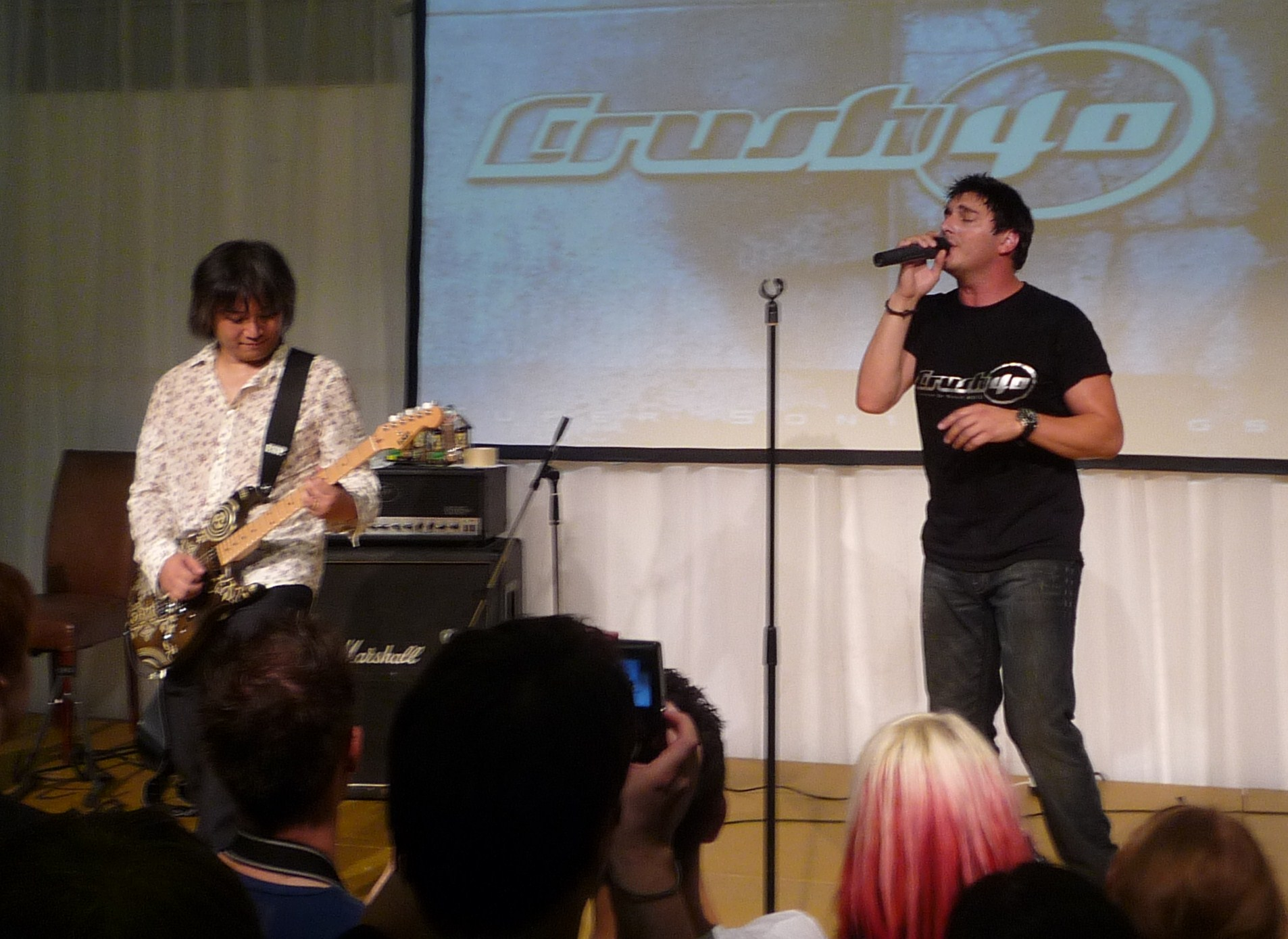
I Crush 40 hanno composto la colonna sonora della maggior parte dei giochi della serie dal 1996.

#### Piattaforme
| Titolo                              | Anno |
| ----------------------------------- | ---- |
| Sonic the Hedgehog                  | 1991 |
| Sonic the Hedgehog 2                | 1992 |
| Sonic the Hedgehog Chaos            | 1993 |
| Sonic the Hedgehog: Triple Trouble  | 1994 |
| Knuckles' Chaotix                   | 1995 |
| Tails' Skypatrol                    | 1995 |
| Tails Adventure                     | 1995 |
| Sonic Labyrinth                     | 1995 |
| Sonic Blast                         | 1996 |
| Sonic the Hedgehog Pocket Adventure | 1999 |
| Sonic Advance                       | 2001 |
| Sonic Advance 2                     | 2002 |
| Sonic Battle                        | 2003 |
| Sonic Advance 3                     | 2004 |
| Sonic Rush                          | 2005 |
| Sonic Rivals                        | 2006 |
| Sonic e gli Anelli Segreti          | 2007 |
| Sonic Rush Adventure                | 2007 |
| Sonic Rivals 2                      | 2007 |
| Sonic e il Cavaliere Nero           | 2009 |
| Sonic Boom: L'ascesa di Lyric       | 2014 |
| Sonic Boom: Frammenti di cristallo  | 2014 |
| Sonic Boom: Fuoco e ghiaccio        | 2016 |

#### Mobile
| Titolo                     | Anno |
| -------------------------- | ---- |
| Sonic Jump                 | 2005 |
| Sonic Jump 2               | 2008 |
| Sonic Jump                 | 2012 |
| Sonic Dash                 | 2013 |
| Sonic Jump Fever           | 2014 |
| Sonic Runners              | 2015 |
| Sonic Dash 2: Sonic Boom   | 2015 |
| Sonic Runners Adventure    | 2017 |
| Sonic Forces: Speed Battle | 2017 |
| Sonic Dash+                | 2022 |
| Sonic Speed Simulator      | 2022 |
| Sonic Prime Dash           | 2023 |
| Sonic Dream Team           | 2023 |
| Sonic Blitz                | 2025 |

#### Guida
| Titolo                               | Anno |
| ------------------------------------ | ---- |
| Sonic Drift                          | 1994 |
| Sonic Drift 2                        | 1995 |
| Sonic R                              | 1997 |
| Sonic Riders                         | 2006 |
| Sonic Riders: Zero Gravity           | 2008 |
| Sonic & Sega All-Stars Racing        | 2010 |
| Sonic Free Riders                    | 2010 |
| Sonic & All-Stars Racing Transformed | 2012 |
| Team Sonic Racing                    | 2019 |
| Sonic Racing: CrossWorlds            | 2025 |

#### Party
| Titolo                                                   | Anno |
| -------------------------------------------------------- | ---- |
| Sonic Shuffle                                            | 2000 |
| Mario & Sonic ai Giochi olimpici                         | 2007 |
| Mario & Sonic ai giochi olimpici invernali               | 2009 |
| Mario & Sonic ai giochi olimpici di Londra 2012          | 2011 |
| Mario & Sonic ai Giochi olimpici invernali di Sochi 2014 | 2013 |
| Mario & Sonic ai Giochi olimpici di Rio 2016             | 2016 |
| Mario & Sonic ai Giochi olimpici di Tokyo 2020           | 2019 |
| Sonic Rumble                                             | 2025 |

#### Altri
| Titolo                                  | Anno |
| --------------------------------------- | ---- |
| Flicky                                  | 1984 |
| Sonic Eraser                            | 1991 |
| Sonic the Hedgehog Spinball             | 1993 |
| Dr. Robotnik's Mean Bean Machine        | 1993 |
| Sonic the Hedgehog's Gameworld          | 1994 |
| Tails e il Music Maker                  | 1994 |
| Wacky Worlds Creativity Studio          | 1994 |
| Sonic's Schoolhouse                     | 1996 |
| Sonic Pinball Party                     | 2003 |
| Sonic X                                 | 2005 |
| Sonic Chronicles: La Fratellanza Oscura | 2008 |
| The Murder of Sonic the Hedgehog        | 2023 |
| Pacchetto texture Sonic                 | 2023 |

#### Cabinati
| Titolo                                | Anno |
| ------------------------------------- | ---- |
| Waku Waku Sonic Patrol Car            | 1991 |
| SegaSonic Cosmo Fighter Galaxy Patrol | 1993 |
| SegaSonic the Hedgehog                | 1993 |
| Sonic the Fighters                    | 1996 |

#### Correlati
| Titolo                                   | Anno |
| ---------------------------------------- | ---- |
| Rad Mobile                               | 1991 |
| Sega Superstars                          | 2004 |
| Sega Superstars Tennis                   | 2008 |
| Super Smash Bros. Brawl                  | 2010 |
| Super Smash Bros. (Nintendo 3DS e Wii U) | 2014 |
| LEGO Dimensions                          | 2015 |
| Super Smash Bros. Ultimate               | 2018 |
| Sega Heroes                              | 2018 |
| Shinobi: Art of Vengeance                | 2025 |

## Trama e ambientazione
La storia originale giapponese segue Sonic the Hedgehog, un riccio blu antropomorfo in grado di superare la velocità del suono. Grazie alle sue abilità e alla sua passione per l'avventura, Sonic si ritrova a proteggere il mondo dalle minacce circostanti, in particolare dal dottor Ivo "Eggman" Robotnik, suo arcinemico e presenza quasi costante nelle sue storie. A partire dalla prima volta in cui Sonic affrontò lo scienziato pazzo, la serie segue diversi eventi susseguirsi lungo il corso della vita del riccio, facendogli costantemente vivere nuove ed avvincenti avventure ricche di azione e di colpi di scena; tra queste, la costante lotta contro Eggman per impedirgli il dominio del mondo e la nascita della sua personale utopia "Eggmanland", e la ricerca dei Chaos Emerald, sette potenti smeraldi in grado di donare al suo possessore incredibili poteri.
Nella sua corsa intorno al mondo, Sonic incontrerà molti amici e nemici oltre al Dr. Eggman, tra i quali ricordiamo principalmente Miles "Tails" Prower, Knuckles the Echidna, Amy Rose (follemente innamorata di lui), Metal Sonic, Cream the Rabbit, Rouge the Bat, Shadow the Hedgehog, Silver the Hedgehog, Blaze the Cat, Big the Cat, E-123 Omega e il Team Chaotix composto da Vector the Crocodile, Espio the Chameleon e Charmy Bee. Questi volti noti ostacoleranno e aiuteranno Sonic in diverse situazioni, arrivando a stringere rapporti molto stretti con il protagonista e a seguirlo in varie ambientazioni affrontando diversi pericoli. Sonic si ritroverà così a subire strane trasformazioni, ritrovarsi con i suoi compagni in altri mondi e attraverso il tempo, scoprire Tesori antichi, viaggiare oltre i confini dell'oceano e nello spazio, combattere robot e macchine assassine, ed impedire ad alcune entità molto potenti di cospirare per il dominio e la distruzione del suo mondo.
Il pianeta in cui si svolgono i giochi è una versione alternativa della Terra, popolata sia da umani che da animali antropomorfi, oltre a numerose creature immaginarie come i Chao ed esseri soprannaturali. Diversamente dalla sua controparte reale, il pianeta possiede anche due lune. Nella versione inglese di alcuni manuali di gioco (Sonic the Hedgehog CD, Sonic Spinball, Sonic the Hedgehog: Triple Trouble e Dr. Robotnik's Mean Bean Machine) e nei cartoni e fumetti statunitensi, il pianeta prende il nome di Mobius; tale nome non è stato utilizzato nei manuali originali giapponesi, ad eccezione di Sonic the Hedgehog Spinball, il quale venne prodotto negli Stati Uniti come continuità alla serie animata statunitense Sonic the Hedgehog SatAM. Tra le ambientazioni principali vi è "South Island" ("Isola del sud"), un'immaginaria isola che si sposta attraverso l'oceano a causa dei suoi collegamenti con i Chaos Emerald, nonché sede di una grande varietà di ambienti naturali ed antiche rovine. Mentre i primi giochi presentavano località naturali abitate da varie specie di animali antropomorfi, dal gioco Sonic Adventure il pianeta assume un aspetto relativamente più moderno, mostrando ambientazioni cittadine e altri esseri umani oltre ad Eggman.

### Ordine cronologico
Nel marzo 2025 Sega ha pubblicato una prima versione della linea temporale della serie che riceverà aggiornamenti.
- Sonic Origins Plus
  - Sonic the Hedgehog (1991)
  - Sonic CD
  - Sonic the Hedgehog 2
  - Sonic the Hedgehog 3
  - Sonic & Knuckles
- Sonic Mania
- Sonic Superstars

- Sonic the Hedgehog 4 Episodio 1
- Sonic the Hedgehog 4 Episodio 2
- Sonic Adventure
- Sonic Shuffle
- Sonic Adventure 2
- Sonic Advance 2
- Sonic Heroes
- Shadow the Hedgehog
- Sonic Battle
- Sonic Advance 3
- Sonic Rush
- Sonic the Hedgehog (2006)
- Sonic Riders
- Sonic Rush Adventure
- Sonic Riders: Zero Gravity
- Sonic Unleashed
- Sonic Colours
- Sonic Generations e Shadow Generations[19]
- Sonic Free Riders
- Sonic Lost World
- Team Sonic Racing
- Sonic Forces
- Sonic Frontiers

## Personaggi

Alcuni dei personaggi della serie in Sonic Heroes, in secondo piano da sinistra: Vector, Espio, Charmy, Big, Amy, Cheese, Cream, Rouge, Omega e Shadow. In primo piano da destra: Tails, Sonic e Knuckles

Sono vari i personaggi che popolano l'universo di Sonic the Hedgehog e di differenti specie da animali antropomorfi con sembianze uniche rispetto alle normali specie del mondo animale, a robot e addirittura specie extraterrestri. La serie è infatti ricca di personaggi principali, secondari e vari personaggi introdotti e unicamente apparsi in media correlati alla saga. Molti personaggi sono diventati col tempo talmente popolari ed amati da diventare personaggi fissi nella serie, altri hanno sempre mantenuto un ruolo secondario o hanno fatto una sola apparizione rilevante, ma hanno avuto comunque abbastanza popolarità da apparire anche in varie opere tratte dalla serie o ispirate a quest'ultima.
Una caratteristica che accomuna la maggior parte dei personaggi di questa saga, è il fatto che molti di loro come Sonic portano i guanti bianchi.
Nonostante la critica non sia stata sempre così favorevole all'introduzione di tutti questi personaggi e che il contributo di alcuni di loro sia stato rilevante solo in alcune occasioni, hanno avuto comunque abbastanza popolarità e apprezzamenti da parte di molti appassionati, tanto da diventare personaggi fissi nella serie, e apparire anche in vari videogiochi multiplayer e principali della saga nonché in vari merchandising dedicati.
L'insieme dei personaggi principali della saga, è un raggruppamento molto vasto di protagonisti della serie ancora attualmente in uso, e riguarda tutti i personaggi più ricorrenti e amati della serie. È principalmente composto da animali dal comportamento umano come Sonic, abitanti dello stesso mondo, aventi un aspetto fisico e spesso colori particolarmente differenti dagli animali stessi nella vita reale e con proporzioni molto diverse sia da quelle umane che da quelle dei classici animali antropomorfi con i quali hanno solo in comune le parti del corpo umane, le uniche eccezioni sono gli antagonisti principali della saga ovvero; il Dr. Eggman (umano) e Metal Sonic (robot). Ognuno dei personaggi ha una personalità e un comportamento ben definiti, così come una propria posizione caratteristica nella serie, punti di forza e segni particolari differenti da quelli degli altri personaggi.
I Flickies sono una razza di uccellini ispirata dal passero colore blu-sonic, apparsi per la prima volta nel videogioco arcade Flicky (1984) sviluppato da Sega e distribuito da Bally Midway, sono quasi sempre apparsi nella serie di Sonic come prede di Eggman per i suoi esperimenti o fonte energetica per i suoi robot, suscettibili all'energia degli Smeraldi del Chaos cambiano colore se Sonic diventa Super e volano insieme a Super Tails. Si può considerare la razza e gioco parte integrata alla serie, vedi anche Sonic 3D: Flickies' Island.
I seguenti sono i personaggi più rappresentativi di Sonic, originali della saga di videogiochi.
| Personaggio                                         | Profilo | Prima apparizione                                                  | Apparizioni totali |
| --------------------------------------------------- | --- | ------------------------------------------------------------------ | ------------------ |
| Sonic the Hedgehog                                  | Un riccio blu antropomorfo, protagonista della serie.                                                                                        | Rad Mobile (1991) (cameo) Sonic the Hedgehog (1991) (protagonista) | 65                 |
| Miles "Tails" Prower                                | Una giovane volpe antropomorfa maschio, capace di volare roteando le sue due code come un'elica.                                             | Sonic the Hedgehog 2 (8-bit) (1992)                                | 56                 |
| Knuckles the Echidna                                | Un'echidna rosso antropomorfo maschio, che ha il compito di custodire il Master Emerald.                                                     | Sonic the Hedgehog 3 (1994)                                        | 49                 |
| Amy Rose                                            | Un riccio antropomorfo rosa femmina, innamorata di Sonic e solitamente sulle sue tracce.                                                     | Sonic the Hedgehog CD (1993)                                       | 38                 |
| Shadow the Hedgehog                                 | Un riccio antropomorfo nero a strisce rosse, creato come la forma di vita definitiva.                                                        | Sonic Adventure 2 (2001)                                           | 27                 |
| Rouge the Bat                                       | Pipistrello antropomorfo femmina, esperta cacciatrice di tesori.                                                                             | Sonic Adventure 2 (2001)                                           | 20                 |
| E-123 Omega                                         | Potentissimo robot da combattimento creato dal dottor Eggman che cerca vendetta contro il proprio creatore.                                  | Sonic Heroes (2003)                                                | 18                 |
| Cream the Rabbit                                    | Una coniglietta che porta sempre con sé il suo Chao domestico di nome Cheese.                                                                | Sonic Advance 2 (2002)                                             | 22                 |
| Silver the Hedgehog                                 | Un riccio antropomorfo bianco venuto dal futuro per salvare il mondo.                                                                        | Sonic the Hedgehog (2006) (2006)                                   | 16                 |
| Blaze the Cat                                       | Una gatta antropomorfa viola, principessa di una dimensione alternativa.                                                                     | Sonic Rush (2005)                                                  | 16                 |
| Vector the Crocodile                                | Un coccodrillo antropomorfo capo della Chaotix.                                                                                              | Knuckles' Chaotix (1995)                                           | 18                 |
| Espio the Chameleon                                 | Un camaleonte viola antropomorfo, abile ninja e membro della Chaotix.                                                                        | Knuckles' Chaotix (1995)                                           | 16                 |
| Charmy Bee                                          | Un giovane ape antropomorfo maschio, membro della Chaotix.                                                                                   | Knuckles' Chaotix (1995)                                           | 14                 |
| Nemici                                              | |                                                                    |                    |
| Dr. Ivo Robotnik alias Eggman                       | Un uomo esperto di ingegneria robotica che vuole conquistare il mondo di Sonic, antagonista principale della serie.                          | Sonic the Hedgehog (1991)                                          | 60                 |
| Metal Sonic                                         | Versione più evoluta, senziente, del Mecha Sonic.                                                                                            | Sonic the Hedgehog CD (1993)                                       | 25                 |
| Zavok                                               | Uno Zeti di colore rosso dalla corporatura molto robusta che abita nell'Esamondo, è il leader dei Sei Nefasti nonché il più forte e potente. | Sonic Lost World (2013)                                            | 9                  |
| Fang alias: the Sniper, the Hunter, Nack the Weasel | È un gerboa di colore viola, ha una zanna(fang) che sporge inclinata, usa una pistola e veste da cowboy, usa la sua coda come una molla.     | Sonic the Hedeghog: Triple Trouble (1994)                          | 7                  |

## Modalità di gioco
Il punto di forza di Sonic the Hedgehog è la velocità supersonica. La maggior parte dei titoli, appaiono infatti come dei 
Run-Platform che combinano Avventura e Azione allo stato puro. Il giocatore controlla Sonic correndo, saltando, distruggendo, scivolando e sfrecciando a gran velocità. Mentre all'inizio bastava solo un tasto e la pulsantiera per guidare Sonic, con il passare del tempo i comandi sono diventati sempre più complessi, anche a causa delle nuove azioni di Sonic (Spin Dash, Attacco a Ricerca, Boost, Scivolare sulle rotaie, abbattere ostacoli sotto di lui e passare sotto gli ostacoli). Il "gameplay intuitivo" però, è stato volutamente mantenuto, in quanto caratteristico per il veloce Sonic.
In alcuni titoli della serie sono presenti anche mappe esplorabili, dove si possono cercare e raccogliere oggetti, interagire con i personaggi e l'ambiente di gioco e completare delle missioni. Non mancano titoli in cui gli altri personaggi giocabili hanno uno stile che presenta caratteristiche dell'Avventura dinamica, come sparatutto in terza persona (Tails e il Dr. Eggman), guidare dei veicoli (Shadow), ricerca di oggetti (come Knuckles e Rouge), o attirare a sé e lanciare oggetti (Silver) e altre meccaniche di gioco. In altri titoli, sono anche presenti combattimenti con Combo da eseguire premendo le combinazioni di pulsanti.
La linfa vitale dei personaggi è sempre rappresentata dai Rings ("anelli"): nei primi giochi della saga bastava solo un colpo avversario per perderli tutti, invece nei giochi recenti servono 2 o 3 colpi solitamente, anche se i Ring perduti possono essere comunque raccolti per un breve lasso di tempo.
Le Special Stage sono fasi speciali in cui il giocatore può aiutare Sonic a soddisfare determinate richieste per raccogliere un Chaos Emerald. Una volta presi tutti e 7 con almeno 50 Rings, Sonic può diventare Super Sonic (nei titoli moderni viene solitamente usato solo nelle battaglie finali), tuttavia deve raccogliere costantemente dei Rings prima che si esauriscano, se vuole mantenere la trasformazione in Super.
Infine, presente in molti titoli, il Chao Garden permette di far giocare, crescere, allevare, accudire, nutrire, coccolare e addestrare i piccoli Chao come dei Digital pets.

### Elementi comuni

#### Ring

Alcuni anelli rotanti, simili a quelli che compaiono nella serie

Nei livelli dei giochi, Sonic raccoglie dei Rings, anelli d'oro fluttuanti sparsi per il mondo. I rings rappresentano l'energia vitale del personaggio; infatti fungono da strato di protezione contro i pericoli: se Sonic ne tiene almeno uno con sé quando urterà contro un nemico o un ostacolo, sopravviverà. Tuttavia, tutti i rings in suo possesso verranno sparsi per la mappa, lampeggiando e scomparendo poco dopo se non vengono raccolti subito. Se viene colpito senza rings, perderà una vita. Raccogliendone cento si può ottenere inoltre una vita extra. I rings permettono anche un migliore punteggio a fine livello. Ce ne sono anche di molto grandi, chiamati "Anelli Dimensionali" e fungono da portali.
I ring appaiono anche in altri media e con ruoli differenti. Ad esempio, nella serie animata Sonic del 1993 prendono il nome di Anelli del potere (Power Rings) e sono un'invenzione di Charles Hedgehog, creati per dare a suo nipote Sonic un potere temporaneo che accresce la sua forza fisica e velocità; di conseguenza, nessun altro ha la possibilità di utilizzarli oltre alla riccio blu. Nell’anime Sonic X hanno una funzione analoga e vengono prodotti grazie agli Smeraldi del Caos. Nella serie cinematografica invece svolgono la funzione di portali, con la capacità di trasportare il possessore in qualsiasi luogo dell'universo semplicemente immaginandolo.

#### Grado (Rank)
Superato un livello, viene contato un punteggio totale ottenuto nel livello stesso. Nei giochi passati non viene assegnato un voto in base al punteggio, ma in molti capitoli sì. Il primo gioco con questa funzione fu Sonic Adventure 2, dove in base al punteggio si può prendere un voto da "A" (massimo) a "E" (minimo) mentre da Sonic Rush in poi viene usato come massimo il grado S (super) e come minimo il D al posto del grado E, apparso per l'ultima volta in Sonic Unleashed (versione X360/PS3). In Sonic Riders, i voti vengono assegnati in base alle acrobazie e sono C, B, A, S, SS e H (hard) o X (extreme), in Sonic Free Riders, in Sonic Advance 3 e Sonic e gli Anelli Segreti vengono assegnate le medaglie di Oro, Argento e Bronzo e in Sonic e il Cavaliere Nero vengono assegnate da 1 a 5 stelle.

#### Chao
I Chao (チャオ?) sono delle piccole creature dalla forma vagamente simile ad una goccia d'acqua. Appaiono per la prima volta in Sonic Adventure per poi tornare in numerosi titoli successivi. Nel capitolo in cui fanno il loro debutto possono essere allevati dal giocatore come in un simulatore di vita simile al Tamagotchi, farli partecipare in alcune gare e trasferiti in Chao Adventure, un minigioco che compariva sullo schermo della periferica VMU del Dreamcast quando veniva avviato Sonic Adventure. Inoltre è possible scambiare il Chao con un altro oppure inserire le statistiche più alte tramite il collegamento ad Internet della console Sega. Le caratteristiche legate all'allevamento furono poi ampliate in Sonic Adventure 2; infatti le piccole creature potevano diventare degli "Hero Chao" o dei "Dark Chao" a seconda di quale gruppo faceva parte il personaggio scelto che si sarebbe occupato della cura del Chao, oltre a ciò potevano prendere parte a delle sfide di karate e gare di velocità. Nei titoli per Game Boy Advance: Sonic Advance, Sonic Advance 2 e Sonic Pinball Party era presente una modalità chiamata "Tiny Chao Garden", simile ai Chao Garden di Sonic Adventure e Sonic Adventure 2 ma con la rimozione delle prove di karate e di corsa che furono sostituite con dei minigiochi. Altra possibilità che viene data al giocatore è quella di poter trasferire i Chao tra Sonic Adventure 2: Battle, Sonic Adventure DX: Director's Cut (esclusivamente nella versione per Nintendo GameCube) e nei capitoli della serie per Game Boy Advance contenenti il Tiny Chao Garden. Un Chao comune è un personaggio sbloccabile in Sonic Shuffle. I personaggi sono comparsi anche in altri capitoli con ruoli minori. Chao degni di nota sono Cheese, partner e amico di Cream, introdotto assieme a lei in Sonic Advance 2, il quale viene utilizzato dalla padroncina per attaccare i nemici, Chaos il guardiano di tutti i Chao, che assume il ruolo di antagonista in Sonic Adventure, Omochao ovvero una guida robotica che spiega i tutorial nel corso dei vari giochi e Chocola, il gemello di Cheese, che Cream, Amy Rose e Big the Cat cercano durante la loro avventura in Sonic Heroes. I Chao sono tra i personaggi più popolari della serie, e arrivarono al sesto posto in un sondaggio ufficiale di popolarità giapponese nel 2006

#### Chaos Emerald

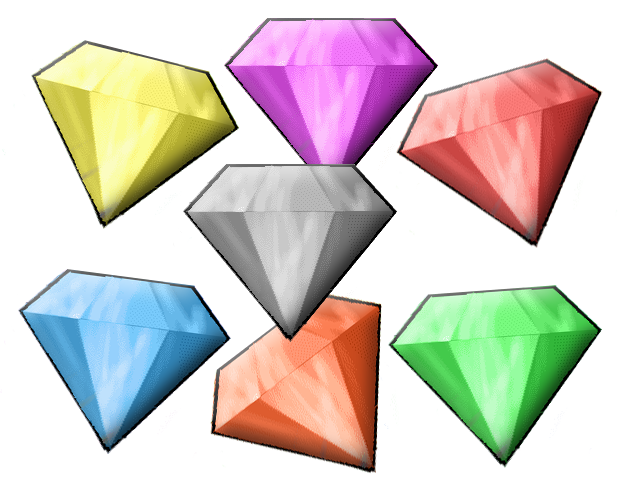
I sette Chaos Emerald

I Chaos Emerald (カオスエメラルド?, Kaosu Emerarudo, in italiano Smeraldi del Caos) sono elementi ricorrenti e molto importanti nella serie videoludica.
Introdotti nel 1991 con Sonic the Hedgehog, sono sette (originariamente sei proprio nel loro videogioco d'esordio) smeraldi di colore diverso, carichi sia di energia positiva che negativa e produttori del 
Caos, una potente energia che forma il mondo. In base a come vengono sfruttati, possono consentire all'utilizzatore di trasformarsi ed ottenere poteri illimitati. Esclusivamente in Sonic the Fighters il numero delle gemme è stato portato ad otto per questioni di trama, mentre in tutti i capitoli successivi sono tornati ad essere sette. Solitamente vengono ottenuti completando fasi speciali nei videogiochi dove compaiono, con una storia finale che viene sbloccata dopo aver ottenuto tutte le gemme e, di conseguenza, con Sonic che si trasforma in Super Sonic, a volte insieme a qualche altro personaggio nella relativa forma Super.
Nell'edizione italiana del primo gioco e del cartone Le avventure di Sonic sono chiamati Smeraldi Caotici, nel cartone Sonic Underground invece Smeraldi dello Scompiglio, da Sonic the Hedgehog 2 a Sonic R, nell'anime Sonic X, nei film live-action e nell'edizione italiana dei fumetti IDW è stata utilizzata la diretta traduzione italiana, mentre a partire da Sonic Heroes è stato ripristinato il nome inglese Chaos Emerald (sebbene nel manuale del suddetto gioco vengono indicati nuovamente con il nome tradotto mentre nel gioco con quello originale).
In Sonic 3 & Knuckles del 1994 vengono introdotti i Super Emerald (スーパーエメラルド?, Sūpā Emerarudo, in italiano Super Smeraldi). Sono immensamente più potenti dei Chaos Emerald, di cui non sono altro che una temporanea evoluzione dovuta al potere trasmesso loro dal Master Emerald, rendendo la loro forza seconda soltanto a quella di quest'ultimo. In base a quanto dichiarato dal game designer Takashi Iizuka durante un'intervista, le vicende che coinvolgono i Super Emerald in Sonic 3 & Knuckles si svolgono in una dimensione alternativa rispetto a quella principale della serie videoludica.
In Sonic Rush vengono introdotti i Sol Emerald (ソルエメラルド?, Soru Emerarudo). Insieme a Blaze, una ragazza gatto che imparerà a fidarsi del prossimo, sono originari di un'altra dimensione. Proprio come i Chaos Emerald, anche i Sol Emerald sono sette e dotati di abilità simili ai primi, ma possiedono una forma diversa e donano poteri legati al fuoco. Nell'edizione italiana dei fumetti IDW vengono chiamati Smeraldi del Sole.

#### Master Emerald

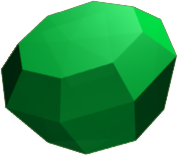
Il Master Emerald

Introdotto nel 1994 con Sonic & Knuckles, il Master Emerald (マスターエメラルド?, Masutā Emerarudo) è un gigantesco smeraldo verde, più potente dei Chaos Emerald, custodito da generazioni dalla famiglia di Knuckles the Echidna, i cui membri sono gli unici in grado di tenerlo sotto controllo. Venne creato per controllare i Chaos Emerald ed impedire che un loro uso scorretto portasse alla distruzione del mondo. Inoltre la stessa gemma tiene a galla l'isola fluttuante di Angel Island. Nell'edizione italiana dei film e nei primi giochi viene chiamato Grande Smeraldo, mentre a partire da Sonic Heroes (dove viene esclusivamente menzionato) torna ad essere chiamato con il nome inglese Master Emerald; nell'adattamento italiano di Sonic X e dei fumetti IDW viene invece chiamato Smeraldo Gigante.

#### Altro
- Zona (Zone): I livelli a piattaforme, che possono essere in terza persona posteriore, a scorrimento laterale o ibridi. Nei titoli 2D o 2,5D sono spesso divisi in "Atti" e terminano con un traguardo o un boss. In Sonic Adventure vengono chiamate "Fasi di Azione" (Action Stage), mentre nell'edizione italiana di Sonic Heroes vengono chiamati "Quadri".
- Campo di Avventura (Adventure Field): Chiamati anche "Fasi città" (Town Stages), sono mondi aperti liberamente esplorabili creati per risolvere semplici enigmi e l'avanzamento della trama. Introdotti in Sonic Jam, sono riapparsi in Sonic Adventure, Sonic the Hedgehog (2006) e Sonic Unleashed (solo nella versione PS3/X360). Si sono notevolmente evoluti con le Zone Aperte[56] (Open Zones), introdotte in Sonic Frontiers, notevolmente più grandi e interamente giocabili.
- Fase speciale (スペシャルステージ?, Supesharu Sutēji, Special Zone): È un'area in cui tutti i personaggi possono accedere dopo aver portato a termine certe condizioni diverse da capitolo a capitolo. I personaggi dovranno superare la fase speciale se vogliono ottenere il Chaos Emerald (l'obiettivo della fase varia).
- Molla (スプリング?, Supuringu, Spring): Un punto fermo nella serie. Sparsi nei livelli, questi gonfiabili rotondi rossi e blu con il logo a stella al centro, permettono a Sonic di arrivare più in alto. Nei videogiochi spin-off di Sonic Boom sono chiamate "Pedane di salto" (Bounce Pad).
- Pannello scatto (ダッシュパネル?, Dasshu Paneru, Dash Panel): Permette ai personaggi di aumentare la loro velocità salendoci sopra. Nei videogiochi spin-off di Sonic Boom sono chiamate "Pedane turbo" (Boost Pad).
- Spuntoni (スパイク?, Supaiku, Spikes): Presenti soprattutto nel primo gioco, sono mortali e si trovano anche su alcuni robot di Eggman.
- Slittabinario (グラインドレール?, Guraindo Rēru, Grind Rail): Introdotti in Sonic Adventure 2 e chiamati anche binari o rail, sono delle rotaie su cui i personaggi giocanti possono slittare rimanendo in equilibrio e viaggiando automaticamente più velocemente. Se ce n'è un altro è possibile cambiarlo per usare un percorso diverso al fine di non cadere o schivare ostacoli, che è possibile fare anche saltando o invertendo la direzione della slittata/grind.
- Extreme Gear (エクストリーム・ギア?, Ekusutorīmu Gia): Dei surf a trazione anti-gravitazionale, vengono pilotati da Sonic, Tails e Knuckles in Sonic Riders e Sonic Free Riders. Vengono usati anche da altri personaggi come Shadow e Eggman. Tuttavia, quello di Shadow in Sonic Riders non è un surf ma degli stivali-jet e quello di Eggman è un veicolo.

## Altri media

### Fumetti
- Manga (1991-2025)
  - Sonic the Hedgehog Story Comic (1991)
  - Sonic the Hedgehog (1992)
  - Dash & Spin (2003-2005)
  - Sonic Superstars Start Book (2023)
  - The Jet Black Hedgehog: Shadow the Hedgehog (2024-2025)
  - Sonic and the Blade of Courage (2025)
- Sonic the Hedgehog (promotional comic) (1991)
- Archie Comics (1993-2017)
  - Sonic the Hedgehog (1993-2017)
  - Sonic the Hedgehog (miniseries) (1993)
  - Sonic the Hedgehog Presents: Princess Sally (miniseries) (1995)
  - Sonic the Hedgehog's Buddy: Tails (miniseries) (1995-1996)
  - Sonic's Friendly Nemesis: Knuckles (miniseries) (1996)
  - Sonic Quest (miniseries) (1996)
  - Knuckles the Echidna (1997-1999)
  - Sonic X (2005-2008)
  - Sonic Universe (2009-2017)
  - Mega Man (2011-2015)
  - Sonic & Mega Man: Worlds Collide (2013)
  - Sonic Boom (2014-2015)
  - Sonic & Mega Man: Worlds Unite (2015)
- Sonic the Poster Mag (1993-1994)
- Fleetway (1993-2002)
  - Sonic the Comic (1993-2002)
  - Sonic the Poster Mag (1993-1994)
  - Sonic Holiday Specials (1994-1996)
  - Sonic the Hedgehog Beats the Badniks (1994)
  - Sonic the Hedgehog Spin Attack (1994)
  - Knuckles Knock-Out Special (1996)
  - Total Sonic Special (1999)
- Sonic Holiday Special (1994-1996)
- Sonic Specials (1994-1997)
- Sonic Super Special (1997-2000)
- Fumetti prequel dei videogiochi (2017-in corso)
  - Sonic Forces (2017)
  - Sonic Colours Comics (2021)
  - Sonic Frontiers Prologo: Convergenza (Sonic Frontiers Prologue: Convergence; 2022)
  - Sonic Superstars: La grande occasione di Fang (Sonic Superstars: Fans Big Break; 2023)
  - Sonic X Shadow Generations X Chao (2024)
- IDW Publishing (2018-in corso)
  - Sonic the Hedgehog (2018-in corso)
    - Sonic the Hedgehog: Tangle & Whisper (miniseries) (2019)
    - Sonic the Hedgehog: Bad Guys (miniseries) (2020)
    - Sonic the Hedgehog: Imposter Syndrome (miniseries) (2021-2022)
    - Sonic the Hedgehog: Scrapnik Island (miniseries) (2022-2023)
    - Sonic the Hedgehog: Fang the Hunter (miniseries) (2024)

  - Sonic the Hedgehog: Sonic Prime (2025)
- Fumetti prequel dei film (2022-in corso)
  - Sonic the Hedgehog 2: The Official Movie Pre-Quill (2022)
  - Sonic X Shadow: Tokyo Mission -Episode 0- (2024)
- DC X Sonic the Hedgehog (2025-in corso)

### Animazione

#### Serie animate
- Sonic (Adventures of Sonic the Hedgehog; 1993), trasmessa anche come Le avventure di Sonic.
- Sonic (Sonic the Hedgehog, nota anche come Sonic the Hedgehog SatAM; 1993-1994)
- Sonic Underground (1999)
- Sonic X (2003-2004)
- Sonic Boom (2014-2017)
- Sonic Prime (2022-2024)

#### Miniserie animate
- Sonic the Hedgehog (1996)
- Sonic Mania Adventures (2018)[57][58]
- Sonic Colours: Rise of the Wisps (2021)
- Sonic X Shadow Generations: Un oscuro inizio (Sonic X Shadow Generations: Dark Beginnings; 2024)
- Chao Tales (2025)

#### Cortometraggi animati
- Sonic salva il Natale (Sonic Christmas Blast; 1996)
- Sonic Jam: Man of the Year (1997)
- Sonic: Night of the Werehog (2008)
- Sonic Frontiers Prologo: Divergenza (Sonic Frontiers Prologue: Divergence; 2022)
- Sonic Superstars: Trio of Trouble (2023)
- Ghost Tale (2023)

#### Film correlati
- Ralph Spaccatutto (Wreck-It Ralph; 2012)
- Ready Player One (2018)
- Ralph spacca Internet (Ralph Breaks the Internet; 2018)

### Sonic Cinematic Universe(Live-action/Paramount)

#### Serie cinematografica
- Sonic - Il film (Sonic the Hedgehog; 2020)
- Sonic 2 - Il film (Sonic the Hedgehog 2; 2022)
- Sonic 3 - Il film (Sonic the Hedgehog 3; 2024)
- Sonic 4 - Il film (Sonic the Hedgehog 4; 2027)

#### Serie TV
- Knuckles (2024)

#### Cortometraggi
- Il giro del mondo in 80 secondi (Around the World in 80 Seconds, 2020)
- Sonic Drone Home (2022)
- A Very Sonic Christmas (2024)

#### Film correlati
- Cip & Ciop agenti speciali (Chip 'n Dale: Rescue Rangers; 2022)

### Giochi da tavolo
Giochi tratti con licenza ufficiale dalla saga di Sonic:
- Sonic the Hedgehog (1992), della Milton Bradley, sostanzialmente basato sul gioco dell'oca e quindi molto sulla fortuna, con raccolta di anelli e di power-up simili a quelli del videogioco[60]
- Sonic the Hedgehog (1992), gioco di carte della Mattel
- Sonic The Hedgehog: The Card Game (1994), variante di UNO
- Sonic X Trading Card Game (2005), gioco di carte collezionabili tratto in particolare da Sonic X
- Monopoly: Sonic the Hedgehog Collector's Edition (2013), Monopoly a tema
- Memory Challenge: Sonic the Hedgehog Edition (2013), Memoria a tema
- Monopoly: Sonic Boom (2015), altro Monopoli tratto in particolare da Sonic Boom
- Sonic the Hedgehog: Battle Racers (2018), gara di corsa con carte
- Sonic the Hedgehog: Crash Course (2018), gara di corsa su un tabellone componibile
- Sonic the Hedgehog: Dice Rush (2019), gioco di dadi e carte con l'obiettivo di costruire tipici livelli 2D di Sonic
- Monopoly Gamer: Sonic The Hedgehog (2019), altro Monopoli

## Doppiaggio
Inizialmente la serie era stata doppiata solo in inglese e giapponese, ma a partire da Sonic Generations (2011) la serie è stata doppiata anche in italiano, francese, tedesco e spagnolo. La localizzazione e il doppiaggio italiano vengono effettuati negli studi Jinglebell Communication di Milano.
| Personaggi | Voce originale giapponese                                                | Doppiatore | Doppiatore                                               |
| Personaggi | Voce originale giapponese                                                | Inglese | Italiano                                                 |
| ---------- | ------------------------------------------------------------------------ | --- | -------------------------------------------------------- |
| Sonic      | Jun'ichi Kanemaru                                                        | Ryan Drummond (1998–2004) Jason Griffith (2005–2009) Roger Craig Smith (dal 2010)                                                                        | Renato Novara                                            |
| Tails      | Kazuki Hayashi (1998) Atsuki Murata (2000–2001) Ryō Hirohashi (dal 2003) | Corey Bringas (1998-2000) Connor Bringas (2001) William Corkery (2003) Amy Palant (2005–2009) Kate Higgins (2010–2013) Colleen O'Shaughnessey (dal 2014) | Benedetta Ponticelli                                     |
| Knuckles   | Nobutoshi Canna                                                          | Travis Willingham (2010–2019) Dave B. Mitchell (dal 2019)                                                                                                | Maurizio Merluzzo                                        |
| Amy        | Taeko Kawata Emi Motoi (2000)                                            | Cindy Robinson (dal 2010) | Serena Clerici                                           |
| Dr. Eggman | Chikao Ōtsuka (1998–2016) Kotaro Nakamura (dal 2017)                     | Deem Bristow (1998-2004) Mike Pollock (dal 2005) | Aldo Stella                                              |
| Shadow     | Kōji Yusa                                                                | Kirk Thornton | Claudio Moneta (dal 2013)                                |
| Rouge      | Rumi Ochiai                                                              | Karen Strassman | Jasmine Laurenti (2011–2022) Ilaria Silvestri (dal 2022) |
| Cream      | Sayaka Aoki                                                              | Michelle Ruff | Sabrina Bonfitto                                         |
| Silver     | Daisuke Ono                                                              | Quinton Flynn (2010–2019) Bryce Papenbrook (dal 2019) | Davide Albano                                            |
| Blaze      | Nao Takamori                                                             | Laura Bailey (2010–2019) Erica Lindbeck (dal 2019) | Tania De Domenico                                        |
| Omega      | Taiten Kusunoki                                                          | Vic Mignogna (2010–2019) Roger Craig Smith (dal 2023) | Marco Pagani                                             |
| Vector     | Kenta Miyake                                                             | Keith Silverstein | Diego Sabre (2011–2022) Matteo Brusamonti (dal 2023)     |
| Espio      | Yuki Masuda                                                              | Matthew Mercer | Silvio Pandolfi                                          |
| Charmy     | Yōko Teppōzuka                                                           | Colleen O'Shaughnessey | Emanuela Pacotto                                         |
| Big        | Shun Yashiro (1998–2000) Takashi Nagasako (dal 2003)                     | Kyle Hebert | Andrea De Nisco                                          |

Sonic compare in una scena del cartone Disney Ralph Spaccatutto e il suo seguito, dove è stato doppiato da Francesco Pezzulli.

## Accoglienza

### Critica
La serie ha ricevuto pareri positivi dalla critica in quasi tutti i suoi giochi, nonostante sia concordante sul fatto che molti giochi 3D rappresentino un punto di declino della serie. Il primo gioco della serie, Sonic the Hedgehog, ha ricevuto pareri molto positivi dalla critica, con una media del 86% da siti e riviste specializzate, mentre il seguito Sonic the Hedgehog 2 ha aumentato i pareri della critica, raggiungendo una media del 90%; entrambi sono considerati tra i migliori videogiochi di tutti i tempi. Sonic the Hedgehog 3 confermò i pareri della critica, rimanendo al 90% circa, e Sonic & Knuckles rimase su queste linee. Il passaggio al 3D si fece con Sonic Adventure, che tuttavia acquistò pareri molto positivi dalla critica, come il suo seguito. Sonic Advance e i suoi seguiti rimasero sulle stesse linee dei giochi precedenti.
Sonic Heroes si abbassò un po' rispetto agli altri giochi, con una media del 75%. Shadow the Hedgehog ebbe pareri discordanti dalla critica con una media del 55%, nonostante ciò vendette bene. Un vero flop nella critica si rivelò invece Sonic the Hedgehog (2006), raggiungendo a malapena il 45% di voti. Sonic Unleashed ebbe pareri discreti piazzandosi con un 65% circa. Sonic the Hedgehog 4 Episodio 1 e 2 raggiunsero il 75-80% di voti.
Sonic Colours rappresentò per tutta la critica un balzo in avanti rispetto ai giochi precedenti raggiungendo l'80% circa di voti. Con l'80-85% dei voti si piazzò invece Sonic Generations. Sonic Lost World arretrò un po' i voti, raggiungendo il 65-70% di voti. Il gioco peggiore dal punto di vista di critica e anche di vendite fu Sonic Boom con solo il 40% di voti. Sonic Mania ha ricevuto i voti più alti della serie in 15 anni con un 85-90% dalla maggior parte dei critici. La personalità e i design dei vari personaggi ricorrenti, le colonne sonore, la grafica e i diversi livelli sono invece stati apprezzati da molti. Sonic Forces, invece, raggiunse il 60-65% dei voti per alcune lacune, tra cui i suoi controlli legnosi, il suo level design e i pochi miglioramenti introdotti nel gameplay. Il successivo Sonic Frontiers ha invece ottenuto il 75-80% grazie soprattutto alle innovazioni della modalità di gioco, la trama più drammatica e la notevole maturità del protagonista.
Il successo della serie portò inoltre alla realizzazione di molti altri videogiochi ispirati ad essa al di fuori del Giappone, come Jazz Jackrabbit e Earthworm Jim.

### Vendite
Al 2018 la serie ha venduto più di 800 milioni di copie (considerando sia le copie fisiche sia i download), divenendo il 7° franchise videoludico più venduto al mondo. A fine ottobre 2022 la serie ha venduto oltre 1,5 miliardi di unità (inclusi i free to play con microtransazioni).
Il primo videogioco della serie, Sonic the Hedgehog, ha venduto circa 15 milioni di copie (escludendo i download). Sonic the Hedgehog 2 invece vendette 6 milioni di copie e Sonic the Hedgehog 3 & Knuckles circa 4 milioni. Sonic CD invece, nonostante fosse stato acclamato dalla critica, piazzò 1,5 milioni di copie. Questo probabilmente è dovuto alla scarsa diffusione del Sega CD.
Sonic Adventure, per Sega Dreamcast, riuscì a piazzare ben 2,5 milioni di copie, mentre il suo seguito ne vendette circa 1,7 milioni, raggiungendo invece i 2,56 milioni nella riedizione per Nintendo GameCube. Sonic Advance e i suoi due seguiti piazzarono circa 1-1,5 milioni di copie ciascuno. Sonic Heroes vendette quasi 3,5 milioni di copie, primato imbattuto per quasi vent'anni. Shadow the Hedgehog, nonostante i pareri poco favorevoli della critica, riuscì a vendere circa 2 milioni di copie. Un flop si rivelò invece Sonic the Hedgehog (2006) che piazzò soltanto 870 000 copie. Sonic Unleashed, nonostante i pareri discordanti della critica, vendette ben 2,5 milioni di copie. Sonic Colours piazzò circa 2,18 milioni di copie, relativamente poco se si considera che, rispetto ai giochi precedenti, ha ricevuto pareri positivi dalla critica. Sonic Generations vendette almeno 3 milioni di copie, mentre l'edizione rimasterizzata con Shadow Generations piazzò 1 milione nelle prime 24 ore. Sonic Lost World vendette circa 710 000 copie. Un vero flop in tutti i sensi si rivelò Sonic Boom che piazzò solamente 620 000 copie. Sonic Mania fu un vero successo con più di 1 milione di copie vendute ad aprile 2018. Anche Sonic Forces, pur essendo stato accolto dai critici in modo tiepido, ha venduto bene. Sonic Frontiers invece ha piazzato 3,5 milioni di copie, superando il primato di Heroes.